# 파리오네

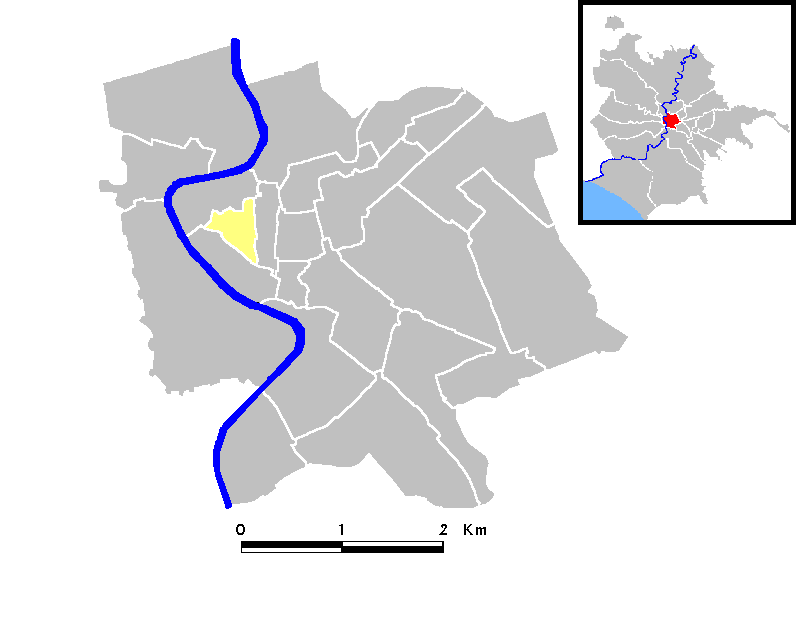
파리오네의 위치

파리오네(이탈리아어: Parione)는 이탈리아 로마의 리오네다. R. VI라고 표기되며, 로마 1구에 속한다.